# Prosorhynchoides sibi
Prosorhynchoides sibi är en plattmaskart. Prosorhynchoides sibi ingår i släktet Prosorhynchoides och familjen Bucephalidae. Inga underarter finns listade i Catalogue of Life.